# Francesco Busatto
Francesco Busatto (Bassano del Grappa, 1 november 2002) is een Italiaans wielrenner die in 2024 prof werd bij Intermarché-Wanty.

## Carrière
Als tweedejaars belofte werd Busatto onder meer tweede in de Gran Premio Industrie del Marmo, zesde in het eindklassement van de Ronde van Friuli-Venezia-Giulia en vijfde in de Ronde van Lombardije voor beloften. In 2023 sloot hij aan bij de opleidingsploeg van Intermarché-Circus-Wanty. Zijn eerste wedstrijd reed hij echter namens de hoofdmacht: in de Muscat Classic sprintte hij meteen naar de vierde plek. Namens de opleidingsploeg won hij in april van dat jaar Luik-Bastenaken-Luik voor beloften. Namens een Italiaanse nationale selectie won hij een maand later een bergrit in de Orlen Nations Grand Prix. In de Giro Next Gen (de Ronde van Italië voor beloften) finishte Busatto in twee van de acht etappes op het podium. In het eindklassement werd hij twintigste. Later die maand won hij het nationale kampioenschap voor beloften, voor Luca Cretti en Dario Igor Belletta. Het wereldkampioenschap in diezelfde categorie reed hij niet uit, op het Europese kampioenschap werd hij zevende.
In 2024 maakte Busatto de overstap van de opleidingsploeg naar de hoofdmacht van Intermarché-Wanty. Zijn seizoen startte op Mallorca, waar hij deelnam aan drie van de vijf manches van de Challenge Mallorca. Daarna vertrok hij naar Oman, waar hij vijfde werd in de Muscat Classic en deelnam aan de Ronde van Oman.

## Overwinningen
2023
Luik-Bastenaken-Luik, Beloften
3e etappe Orlen Nations Grand Prix
 Italiaans kampioen op de weg, Beloften

### Resultaten in voornaamste wedstrijden
| Jaar | Ronde van Italië | Ronde van Frankrijk | Ronde van Spanje |
| ---- | ---------------- | ------------------- | ---------------- |
| 2024 |                  |                     |                  |
| 2025 | 99e              |                     |                  |

| Jaar | Milaan-San Remo | Amstel Gold Race | Ronde van Lombardije | Waalse Pijl |
| ---- | --------------- | ---------------- | -------------------- | ----------- |
| 2024 |                 | 57e              | 67e                  | opgave      |
| 2025 | 58e             |                  |                      |             |

## Ploegen
- 2022 –  General Store-Essegibi-F.lli Curia
- 2023 –  Circus-ReUz-Technord
- 2024 –  Intermarché-Wanty
- 2025 –  Intermarché-Wanty

Braet · Busatto · Calmejane · Colleoni · De Pooter · Faure Prost · Girmay · Goossens · Herregodts · Kuypers(vanaf 4/4) · Marit · Meintjes · Mihkels · Page · Paquot · Petilli · Petit · Planckaert · Rex · Rota · Smith · Taaramäe · Teunissen · Thijssen · van der Hoorn · Van Hoecke · van Poppel · van Sintmaartensdijk · Zimmermann · Dolven(stagiair)